# 満穂村
満穂村（みつほむら）は、1955年（昭和30年）まで愛媛県喜多郡にあった村である。
現在の喜多郡内子町の西北、伊予市の下灘地域に接する地域にあたる。中山川の支流麓川の流域。

## 地理
現在の喜多郡内子町の西北部。北は牛ノ峰、黒山など標高700から800m級の山々で伊予郡下灘村、伊予郡中山町と接する。麓川が村内を南流し、五城村へと流れている。西は柳沢村と接する。麓川にそって所々に集落が形成され、傾斜地を利用した農業が営まれている。

## 歴史
藩政期
- 大洲藩領。

明治以降
- 1889年（明治22年） - 町村制実施により成立。喜多郡に属す。
- 1908年（明治41年） - 伊予郡下灘村大字石畳を編入、同村大字石畳とする。
- 1914年（大正2年） - 一部（袋口（ふろく）字鈴木、程野、横平）を喜多郡立川村へ編入。
- 1955年（昭和30年） - （旧）内子町、五城村、大瀬村、立川村との合併により、新たな内子町となる。

```
満穂村の系譜
（町村制実施以前の村）　（明治期）
　　　　　　　　　　　　町村制施行時
論田　　　━━┓　　　　　　　　（明治41年9月30日境界変更）
　　　　　　　┣━━━　 満穂村 ━━━━━┳━━━━━┓ 
河内　　　━━┫　　　　　　　　　　　　　┃　　　　　┃
　　　　　　　┃　　　　　　　　　　　　　┃　　　　　┃
袋口　　　━━┛　　　　　　　 伊予郡下灘村大字石畳 　┃　　（昭和30年1月1日合併）　　　　　　
　　　　　　　　　　　　　　　　　　　　　　　　　　　┣━━━━　内子町
　　　　　　　　　　　　　　立川村　　　　━━━━━━┫　　　　　
　　　　　　　　　　  　　　大瀬村　　　　━━━━━━┫　　　　　　　
　　　　　　　　　　　　　　（旧）内子町　━━━━━━┫
　　　　　　　　　　　　　　五城村　　　　━━━━━━┛　　　　　
　　　　　　　　　　　　　
（注記）立川村ほかの合併まで、及び内子町の平成の合併の系譜については、それぞれの町村の記事を参照のこと。

```

## 地域
発足時の袋口（ふろく）、論田（ろんでん）、河内（かわのうち）の旧3村がそのまま大字となった。後に、伊予郡下灘村から境界変更した大字石畳が加わる。内子町になって後に大字は省くようになった。
おおむね麓川の上流から、石畳、袋口、河内、論田と集落（大字）が続く。

## 行政
役場は大字河内においた。

## 産業
米、雑穀、栗、タバコ草等を産する。『大日本篤農家名鑑』によれば満穂村の篤農家は、「佐田都太司」のみである。

## 交通
街道からも外れ、鉄道等はない。

## 出身者
- 米田吉盛　- 元衆議院議員、神奈川大学創立者